# Кіт Гакетт
Кіт Стюарт Гакетт (англ. Keith Stuart Hackett, нар. 22 червня 1944) — колишній англійський футбольний арбітр. Включений до числа 100 найкращих арбітрів усіх часів у списку, який веде Міжнародна федерація історії та статистики футболу (IFFHS).

## Кар'єра
Почав судити в місцевих лігах в районі Шеффілд, Південний Йоркшир в 1960 році
Він дістався до Північної прем'єр-ліги і став лайнсменом футбольної ліги в 1972 році. Через три роки він був включений до Додаткового списку арбітрів і через рік, у 1976 році, до основного списку у віці лише тридцяти двох років.
В 1979 році був лінійним арбітром у бригаді Рона Чалліса у фіналі Кубка Англії.
У наступному сезоні він як головний арбітр обслужив півфінал Кубка Англії між «Арсеналом» та «Ліверпулем». Матч завершився внічию 0:0, після чого за тогочасними правилами було призначене перегравання, яке він також відсудив, але і ця гра закінчилась внічию, цього разу 1:1, і для визначення фіналіста знадобилось ще два перегравання, в яких Гакетт вже участі не брав.
У наступному сезоні він відсудив фінал Кубка Англії 1981 року на «Вемблі», який завершився внічию 1:1 між «Тоттенгем Готспур» та «Манчестер Сіті». На той момент йому було лише тридцять шість років і він став одним із наймолодших арбітрів фіналу Кубка. Томмі Гатчисон із «Сіті» забив обидва голи, в результаті чого знову було необхідне перегравання, яке Гакетт також відсудив на «Вемблі», гра закінчилася перемогою «Тоттенгему» з рахунком 3:2.
На наступний сезон 1981/82 Гакетт був включений до списку арбітрів ФІФА.
Пізніше Кіт працював на Суперкубку Англії 1984 року, в якому «Евертон» переміг «Ліверпуль» 1:0, завдяки автоголу Брюса Гроббелаара. У 1986 році Гакетт судив фінал Кубка ліги, де «Оксфорд Юнайтед» переміг КПР 3:0.
На міжнародному рівні він був серед арбітрів на чемпіонаті Європи 1988 року, де 10 червня на «Рейнштадіоні» відсудив нічийну гру Західної Німеччини з Італією в групі А.
Гакетт також працював на Олімпійському футбольному турнірі 1988 року, провівши півфінал між Бразилією та Західною Німеччиною (1:1), який Бразилія виграла в серії пенальті.
Він судив матч ліги 1990/91 років між «Манчестер Юнайтед» та «Арсеналом» на «Олд Трафорді», відомий як 21-man brawl. На 60 хвилині матчу виникла бійка, в якій взяли участь всі 11 гравців «Юнайтед» та 10 гравців «Арсеналу» (лише воротар лондонців Девід Сімен був єдиним гравцем, який залишився невтягнутим). Гекетт за результатами сутички показав лише дві жовті картки «канонірам» і жодної «манкуніацям», тим не менш Футбольна асоціація покарала клуби зняттям очок («Арсенал» втратив два очки, а «Юнайтед» — одне) та штрафами в 50 000 фунтів стерлінгів.
Він продовжував бути одним із найстарших англійських арбітрів, навіть після втрати статусу арбітра ФІФА за віковими ознаками наприкінці 1991 року. Незважаючи на те, що в кінці сезону 1991/92 років він досяг максимального віку для англійських арбітрів, йому було надано право на продовження роботи, завдяки чому Гакетт був включений до першого набору арбітрів Прем'єр-ліги на дебютний сезон 1992/93 років. По його завершенні арбітру було надано ще один додатковий сезон, перш ніж він таки завершив свою кар'єру незадовго до свого 50-річчя в 1994 році.

## Подальша діяльність
Пізніше він працював інспектором арбітрів до того, як 1 березня 2004 року він був призначений генеральним директором Professional Game Match Officials Board, замінивши Філіпа Дона.
Хакетт також працював над просуванням знань про суддівство через кілька публікацій. Він опублікував власну книгу Hackett's Law; a Referee's Notebook! у 1986 році.
На початку 2007 року Гакетт також випустив DVD-ROM під назвою Referee Academy для використання у навчанні арбітрами матчів, з санкції ФА, Футбольної ліги та Прем'єр-ліги.